# Frederic al VIII-lea, Duce de Schleswig-Holstein
Ducele Frederic al VIII-lea (germană Friedrich Herzog von Schleswig-Holstein-Sonderburg-Augustenburg; 6 iulie 1829 – 14 ianuarie 1880), a fost Duce de Schleswig-Holstein din 1863 în timp ce Prusia deținea de fapt suveranitatea și puterea reală administrativă în aceste teritorii.

## Biografie
A fost fiul cel mare al lui Christian August al II-lea, Duce de Schleswig-Holstein-Sonderburg-Augustenburg și a soției acestuia, Contesa Lovisa-Sophie Danneskjold-Samsøe. Familia lui a aparținut de Casa de Oldenburg, casa regală care a inclus toate dinastii regale medievale scandinave printre strămoșii săi îndepărtați.
Mama lui Frederic, Lovisa-Sophie, aparținea unei vechi familii daneze. Bunica lui pe linie paternă, prințesă regală a Danemarcei, Louise Augusta a Danemarcei a fost fiica oficială a regelui Christian al VII-lea al Danemarcei. Ambele bunici ale bunicul lui patern, ducele Friedrich Christian al II-lea de Schleswig-Sonderbourg-Augustenbourg, aparțineau de înalta nobilime daneză. În momentul creșterii naționalismului german, familia lui Frederic era pregătită să-i succeadă lui Frederic al VII-lea al Danemarcei.
Acesta a fost Frederic de Schleswig-Sonderbourg-Glücksbourg (Christian al IX-lea al Danemarcei) și soția sa, Louise de Hesse-Cassel susținuți de Regatul Unit. Fiica lor, Alexandra, s-a căsătorit în același an cu Prințul de Wales.
La 19 noiembrie 1863, Frederic a devenit Duce de Schleswig-Holstein sub numele de Frederic al VIII-lea de Schleswig-Holstein.

## Căsătorie și copii
La 11 septembrie 1856 Frederic s-a căsătorit cu Prințesa Adelheid de Hohenlohe-Langenburg. Cuplul a avut șapte copii:
- HSH Prințul Friedrich de Schleswig-Holstein-Sonderburg-Augustenburg (3 august 1857 - 20 octombrie 1858).
- HSH Prințesa Augusta Viktoria de Schleswig-Holstein-Sonderburg-Augustenburg (22 octombrie 1858 - 11 aprilie 1921); căsătorită cu Wilhelm al II-lea al Germaniei.
- HSH Prințesa Karoline Mathilde de Schleswig-Holstein-Sonderburg-Augustenburg (25 ianuarie 1860 - 20 februarie 1932). Căsătorită cu Friedrich Ferdinand, Duce de Schleswig-Holstein-Sonderburg-Glücksburg. El era fiul lui Friedrich, Duce de Schleswig-Holstein-Sonderburg-Glücksburg, al doilea fiu al lui Friedrich Wilhelm, Duce de Schleswig-Holstein-Sonderburg-Glücksburg și a Louise Caroline de Hesse-Kassel.
- HSH Prințul Gerhard de Schleswig-Holstein-Sonderburg-Augustenburg (20 ianuarie - 11 aprilie 1862).
- HSH Prințul Ernst Gunther de Schleswig-Holstein-Sonderburg-Augustenburg (11 august 1863 - 21 februarie 1921); mai târziu Duce de Schleswig-Holstein.
- HSH Prințesa Louise Sophie de Schleswig-Holstein-Sonderburg-Augustenburg (8 aprilie 1866 - 28 aprilie 1952); căsătorită cu Prințul Friedrich Leopold al Prusiei, strănepot pe linie masculină a regelui Frederic Wilhelm al III-lea al Prusiei.
- HSH Prințesa Feodora Adelheid de Schleswig-Holstein-Sonderburg-Augustenburg (3 iulie 1874 - 21 iunie 1910).